# جورج فريدريك ديك
جورج فريدريك ديك (بالإنجليزية: George Frederick Dick)‏ هو طبيب أمريكي، ولد في 21 يوليو 1881 في فورت واين في الولايات المتحدة، وتوفي في 10 أكتوبر 1967 في بالو ألتو في الولايات المتحدة.

## وصلات خارجية
- جورج فريدريك ديك على موقع الموسوعة البريطانية (الإنجليزية)